# Rouvres-sur-Aube
Rouvres-sur-Aube ist eine französische Gemeinde mit 69 Einwohnern (Stand: 1. Januar 2022) im Département Haute-Marne in der Region Grand Est (vor 2016 Champagne-Ardenne). Sie gehört zum Arrondissement Langres und zum Kanton Villegusien-le-Lac. Die Einwohner werden Rouvrois genannt.

## Geografie
Rouvres-sur-Aube liegt an der oberen Aube, etwa 33 Kilometer südsüdwestlich von Chaumont. Umgeben wird Rouvres-sur-Aube von den Nachbargemeinden Aubepierre-sur-Aube im Nordwesten und Norden, Giey-sur-Aujon im Norden und Nordosten, Arbot im Osten, Buxerolles im Süden und Südwesten, Gurgy-le-Château im Südwesten sowie Gurgy-la-Ville im Südwesten und Westen.

## Bevölkerungsentwicklung
| Jahr                       | 1962 | 1968 | 1975 | 1982 | 1990 | 1999 | 2006 | 2011 | 2019 |
| Einwohner                  | 205  | 218  | 286  | 240  | 106  | 102  | 102  | 104  | 76   |
| Quellen: Cassini und INSEE |      |      |      |      |      |      |      |      |      |

## Sehenswürdigkeiten
- Kirche Saint-Pierre-et-Saint-Paul aus dem 19. Jahrhundert
- Schloss Étuf aus dem 17. Jahrhundert

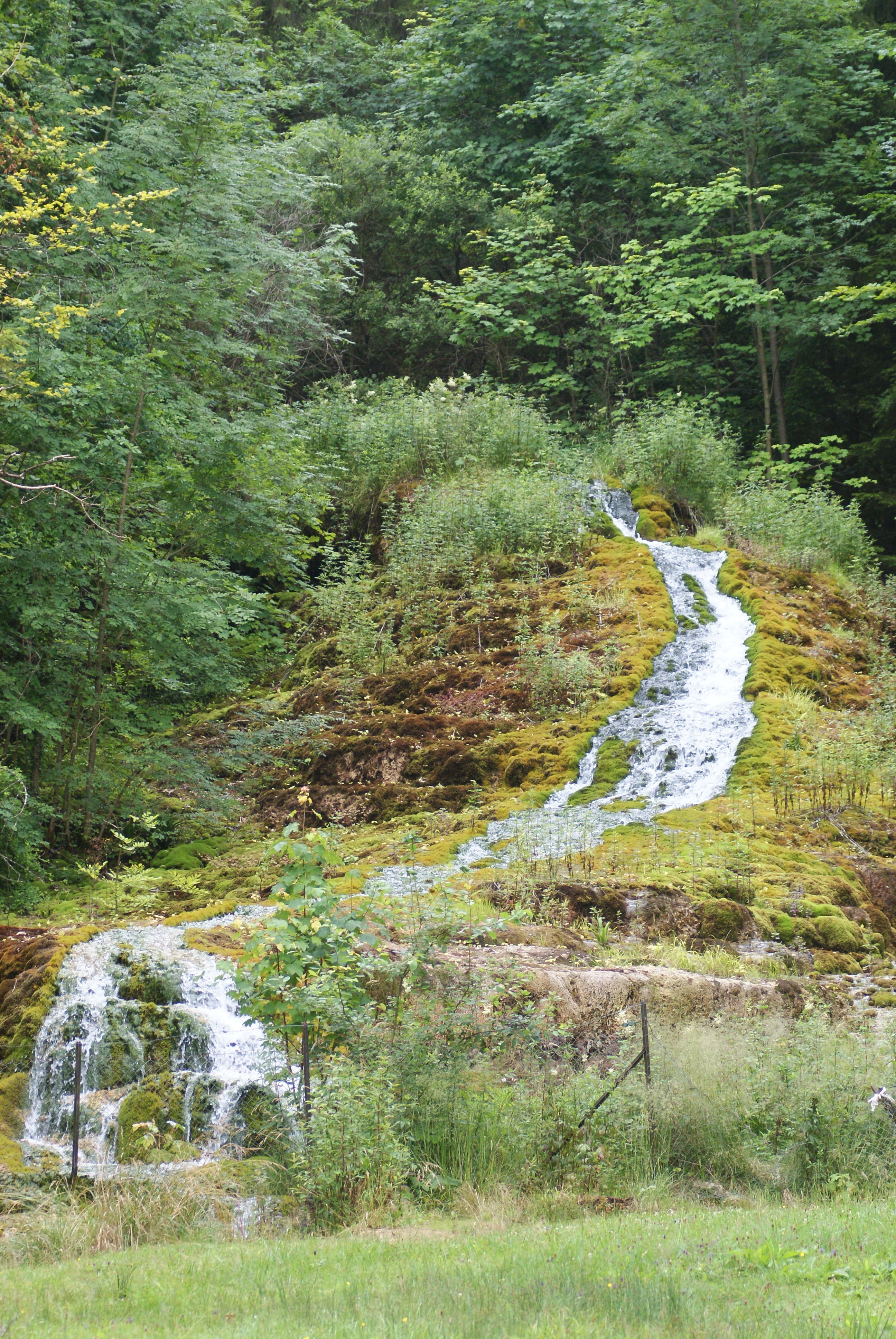
Wasserfall

- Wasserfall von Étuf